# Dayr Abd al-Rahman
Dayr Abd al-Rahman fou una antiga vila de l'Iraq, propera a Kufa, a Ras al-Djalut, a Kanatir i a Hamman Ayun.
Fou lloc d'aprovisionament i reagrupament de les forces de Kufa que, a les ordes d'al-Jazl, foren enviades pel general omeia al-Hajjaj contra els kharigites i, més endavant, contra les tropes del general rebel Ibn al-Àixath, revoltat al Sistan (vers 702).